# Mataasnakahoy
Mataasnakahoy ist eine philippinische Stadtgemeinde in der Provinz Batangas. Sie wurde am 27. März 1932 durch Erlass der Executive Order Nr. 308 durch den damaligen Generalgouverneur der Philippinen gegründet. 

## Geografie
Mataasnakahoy grenzt an Balete und Lipa City. Im Westen bildet der Taalsee die natürliche Grenze. Der Name Mataasnakahoy bedeutet wörtlich übersetzt „großer Baum“. 
Die Stadtgemeinde liegt 379 Meter über dem Meeresspiegel und hat dadurch ein verhältnismäßig kühles Klima.

### Baranggays
Mataasnakahoy ist politisch in 16 Baranggays unterteilt.
| - Barangay I (Pob.) - Barangay II (Pob.) - Barangay III (Pob.) - Barangay IV (Pob.) - Bayorbor - Bubuyan - Calingatan - Kinalaglagan | - Loob - Lumang Lipa - Manggahan - Nangkaan - San Sebastian - Santol - Upa - Barangay II-A (Pob.) |

## Religionen
Die Mehrheit der Einwohner sind römisch-katholisch, eine kleinere Zahl der Einwohner gehört den religiösen Gruppen Iglesia ni Cristo, Baptisten und Zeugen Jehovas an.

## Wirtschaft und Infrastruktur
Die Wirtschaft basiert hauptsächlich auf Landwirtschaft. Kaffee, Kokosnüsse und Bananen sind die Hauptanbaufrüchte. Die Fischproduktion insbesondere von Tilapia und Milchfisch in Fischkulturen ist insbesondere in den Küstenbaranggays Nangkaan, Lumang Lipa und Kinalaglagan von Bedeutung. Schweinemastbetriebe und Geflügelfarmen von kleinen „Hinterhofbetrieben“ bis hin zu großen Betrieben. Im Agribusiness sind zwei Futtermühlen in Betrieb, namentlich die MAGICORP und die AICOM.
Mehrere Banken, namentlich die Mataasnakahoy Rural Bank, die Lipa Development Bank und die Savings and Loan Association of Mataasnakahoy sind ebenfalls in Mataasnakahoy ansässig.
Zahlreiche kleine Geschäfte wie Warenhäuser und Lebensmittelgeschäfte sind in Mataasnakahoy zu finden. Im Ortszentrum ist ein offener Lebensmittelmarkt (talipapa oder tiangges) zu finden, wo jeden Tag frischer Fisch, Fleisch und Gemüse verkauft werden. Einige kleine Textilfabriken tragen ebenfalls zum Lebensunterhalt bei.
Telefon und Internet sind bereits verfügbar.

### Verkehr
Der Ort ist über Lipa City einfach mit Jeepneys zu erreichen, die diese Strecke zwischen 4 Uhr morgens und 21 Uhr bedienen. Er ist auch über eine Nationalstraße zu erreichen, die entlang der südlichen Begrenzung der Basilio Fernando Air Base führt. Tricycles bedienen den innerörtlichen Verkehr und in die dem Hauptort nahegelegenen Baranggays.

### Bildung
In Mataasnakahoy gibt es mehrere Schulen der Sekundarstufe, namentlich die La Purisima Concepcion Academy im Barangay II, die Mary Immaculate School im Barangay IV, die Mataasnakahoy National High School im Barangay IV und die Bayorbor National High School in Bayorbor.